# 古ノルド語入門
『古ノルド語入門』（こノルドごにゅうもん、An Introduction to Old Norse）とは、1927年よりオックスフォード大学出版局から出版された古ノルド語の学習書。著者はエリック・ヴァレンタイン・ゴードン（Eric Valentine Gordon）。 版を重ね学生のテキストとしてよく用いられる。古ノルド語の文学作品の選集と簡単な文法の解説と単語集・人名索引の三篇からなる。